# Нурекатасай
Нурекатасай, Нуреката — гірська річка в Паркентському районі Ташкентського вілояту, права притока річки Аксакатасай.

## Географічний опис

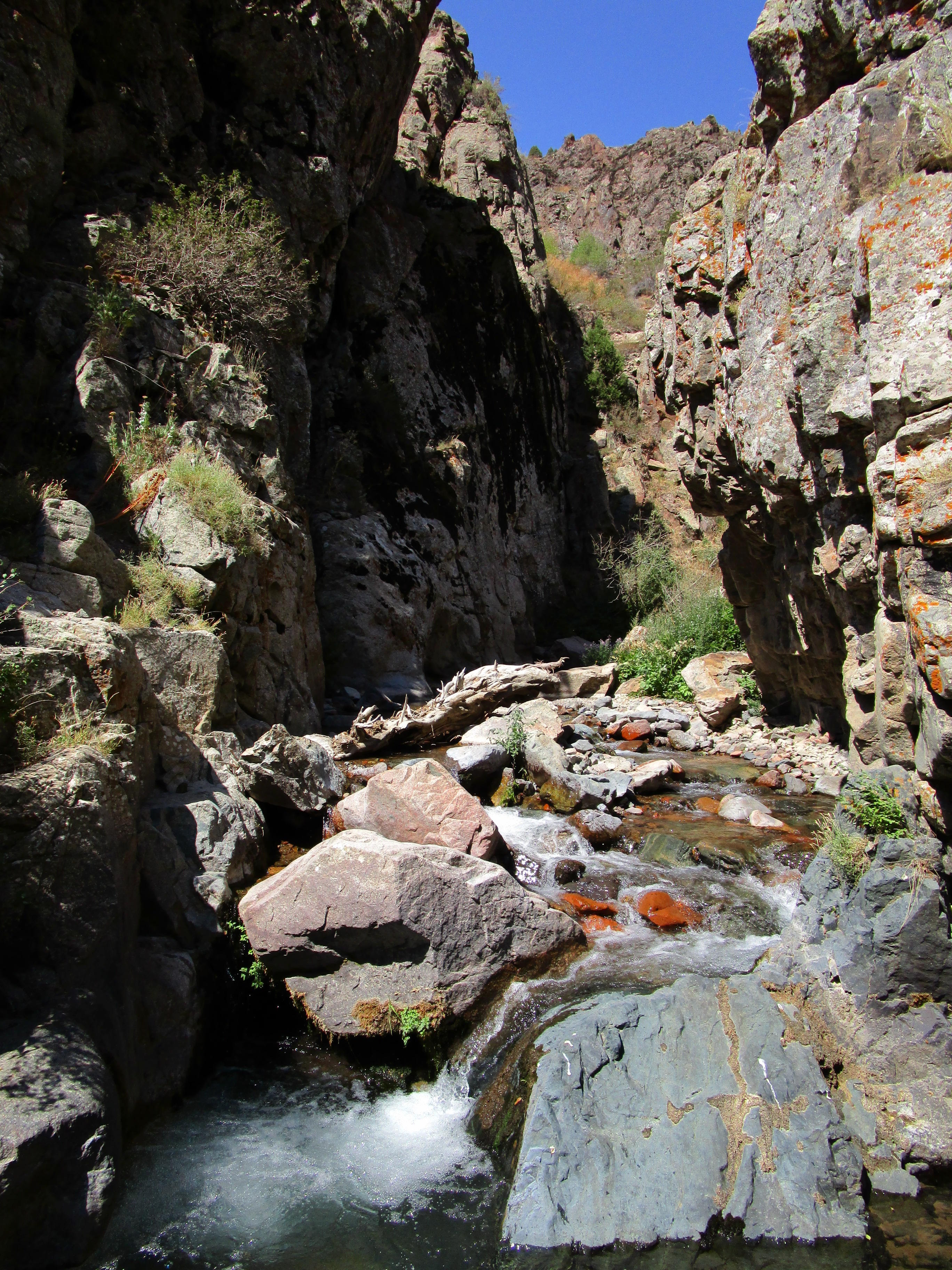
Верхнє протягом Нурекатасая

Нурекатасай бере початок від злиття джерел на схилах Чаткальского хребта, неподалік від перевалу Тахта, загальний напрямок течії — на південний захід. Живлення переважно снігове, найбільша витрата води залежно від року припадає на квітень-травень. Після танення сніжників на висоті 2500−3000 м, Нуреката наповнюється переважно джерелами. У верхній течії річка тече у вузькому, скелястому каньйоні. Біля злиття з правою притокою, що стікає з перевалу Кумбель, річка входить у вузький каньйон з крутими скельними стінками. Шлях вздовж води (особливо навесні і на початку літа) важкопрохідний, обхід по скельних полицях лівого берега річки також дуже складний. Середня течія річки припадає на широку долину, ближче до впадання в Аксакату річка тече в глибокому глиняному каньйоні.
Нурекатасай цілком протікає на території Угам-Чаткальского національного парку.

## Освоєння Нурекати людиною

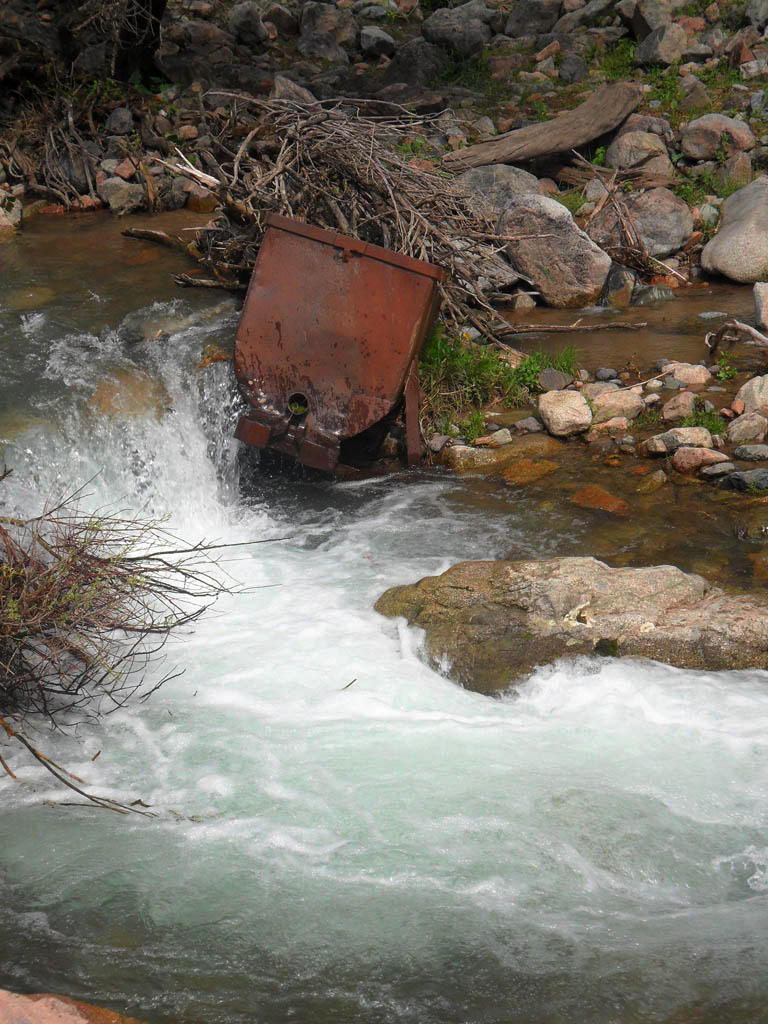
Стара вагонетка в руслі Нурекатасая

На вододілі Нурекатасая і Бельдерсая є наскельні зображення гірських козлів. За радянських часів на схилах гір, що оточують Нурекатасай, проводилися геологічні вишукування. Досі видніються геологічні грунтові дороги і штольні. Схили гори Кумбель, звернені до Нурекати, містять велику кількість промислового сміття (вагонетки, залишки рейок, електричні ізолятори). У 1988 році біля впадання безіменної притоки, що стікає в Нурекату з перевалу Чет-Кумбель, була станція гляціологів . Нині уздовж Нурекати населених пунктів немає, в долині Нурекати і її приток розташовуються сезонні фермерські господарства. В долині Нурекати (нижня і середня течії), а також на схилах навколишніх гір випасають худобу.

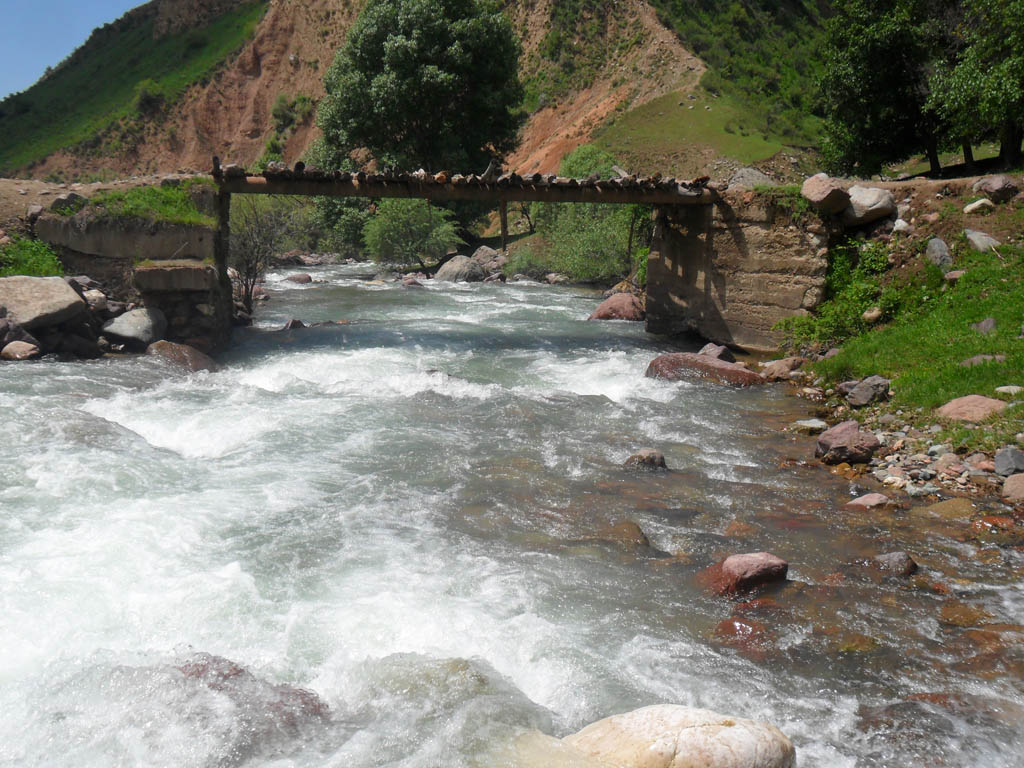
Міст через Нурекатасай

Уздовж русла Нурекати (в нижній і середній течії) прокладено ґрунтову дорогу, через річку перекинуто автомобільний міст.

## Притоки
У Нурекату впадає багато струмків, що стікають з навколишніх гір — Великий Чимган, Кумбель, Майгашкан (всі праворуч), Джар, Аккуль, Ташгаза (все ліворуч). Найбільшими притоками є Беркат і Новошаксай (обидві ліві).

## Тваринний та рослинний світ
Через відносно великий перепад висот і неоднорідність рельєфу долини, природа Нурекатасая різноманітна. Восени в ущелину верхньої течії Нурекати може спускатися ведмідь бурий тянь-шанський, строкатий кам'яний дрізд. В окремих місцях, долина повністю заростає перцевою м'ятою, кропивою, ожиною. Середня і нижня течії мають характер широкої долини з відповідними флорою і фауною. З птахів часті сиворакші, одуди. На берегах Нурекати ростуть фруктові дерева (волоський горіх, арча, яблуні)  .

## Цікаві факти
- Топоніми Угам-Чаткальського національного парку[5] нечасто містять у своїй назві закінчення «ата» (тюрк. батько). В околицях Нурекати чотири географічних об'єкти мають цю особливість (річки Аксакатасай, Нурекатасай, Беркат і гора Сюрената).